# Liège-Bastogne-Liège 2022
Liège-Bastogne-Liège 2022 – 108. edycja wyścigu kolarskiego Liège-Bastogne-Liège, która odbyła się 24 kwietnia 2022 na liczącej ponad 257 kilometrów trasie przez te miejscowości. Impreza kategorii 1.UWT była częścią UCI World Tour 2022.

## Uczestnicy

### Drużyny
| WorldTeams (18)- AG2R Citroën Team - Astana Qazaqstan Team - Bahrain Victorious - Bora-Hansgrohe - Cofidis - EF Education-EasyPost - Groupama-FDJ - Ineos Grenadiers - Intermarché-Wanty-Gobert Matériaux - Israel-Premier Tech - Jumbo-Visma - Lotto-Soudal - Movistar Team - Quick-Step Alpha Vinyl - BikeExchange-Jayco - Team DSM - Trek-Segafredo - UAE Team Emirates ProTeams (7)- Alpecin-Fenix - Arkéa-Samsic - Equipo Kern Pharma - TotalEnergies - Sport Vlaanderen-Baloise - Uno-X Pro Cycling Team - Bingoal Pauwels Sauces WB |
| |

### Lista startowa
| UAE Team Emirates UAD | UAE Team Emirates UAD      | UAE Team Emirates UAD |
| --------------------- | -------------------------- | --------------------- |
| Nr                    | Kolarz                     | Miejsce               |
| 1                     | Marc Hirschi (SUI)         | 9.                    |
| 2                     | George Bennett (NZL)       | DNF                   |
| 3                     | Vegard Stake Laengen (NOR) | 112.                  |
| 4                     | Brandon McNulty (USA)      | DNF                   |
| 5                     | Jan Polanc (SLO)           | 57.                   |
| 6                     | Marc Soler (ESP)           | 44.                   |
| 7                     | Diego Ulissi (ITA)         | 22.                   |

| Quick-Step Alpha Vinyl QST | Quick-Step Alpha Vinyl QST       | Quick-Step Alpha Vinyl QST |
| -------------------------- | -------------------------------- | -------------------------- |
| Nr                         | Kolarz                           | Miejsce                    |
| 11                         | Julian Alaphilippe (FRA) (szosa) | DNF                        |
| 12                         | Tim Declercq (BEL)               | DNF                        |
| 13                         | Remco Evenepoel (BEL)            | 1.                         |
| 14                         | Pieter Serry (BEL)               | 99.                        |
| 15                         | Mauri Vansevenant (BEL)          | 23.                        |
| 16                         | Ilan Van Wilder (BEL)            | DNF                        |
| 17                         | Louis Vervaeke (BEL)             | 76.                        |

| Groupama-FDJ GFC | Groupama-FDJ GFC            | Groupama-FDJ GFC |
| ---------------- | --------------------------- | ---------------- |
| Nr               | Kolarz                      | Miejsce          |
| 21               | Valentin Madouas (FRA)      | 34.              |
| 22               | Bruno Armirail (FRA)        | 16.              |
| 23               | Kevin Geniets (LUX) (szosa) | 59.              |
| 24               | Matthieu Ladagnous (FRA)    | 95.              |
| 25               | Rudy Molard (FRA)           | 18.              |
| 26               | Quentin Pacher (FRA)        | 20.              |
| 27               | Anthony Roux (FRA)          | 60.              |

| Movistar Team MOV | Movistar Team MOV        | Movistar Team MOV |
| ----------------- | ------------------------ | ----------------- |
| Nr                | Kolarz                   | Miejsce           |
| 31                | Alejandro Valverde (ESP) | 7.                |
| 32                | Gorka Izagirre (ESP)     | 70.               |
| 33                | Oier Lazkano (ESP)       | DNF               |
| 34                | Lluís Mas (ESP)          | DNF               |
| 35                | Enric Mas (ESP)          | 12.               |
| 36                | Gregor Mühlberger (AUT)  | 73.               |
| 37                | Carlos Verona (ESP)      | 38.               |

| Israel-Premier Tech IPT | Israel-Premier Tech IPT    | Israel-Premier Tech IPT |
| ----------------------- | -------------------------- | ----------------------- |
| Nr                      | Kolarz                     | Miejsce                 |
| 41                      | Jakob Fuglsang (DEN)       | 13.                     |
| 42                      | Alessandro De Marchi (ITA) | 74.                     |
| 43                      | Omer Goldstein (ISR)       | DNF                     |
| 44                      | Reto Hollenstein (SUI)     | DNF                     |
| 45                      | Hugo Houle (CAN)           | 53.                     |
| 46                      | Daryl Impey (RSA)          | DNF                     |
| 47                      | Michael Woods (CAN)        | 10.                     |

| Team DSM DSM | Team DSM DSM               | Team DSM DSM |
| ------------ | -------------------------- | ------------ |
| Nr           | Kolarz                     | Miejsce      |
| 51           | Romain Bardet (FRA)        | DNF          |
| 52           | Mark Donovan (GBR)         | 104.         |
| 53           | Leon Heinschke (GER)       | DNF          |
| 54           | Søren Kragh Andersen (DEN) | 25.          |
| 55           | Joris Nieuwenhuis (NED)    | 118.         |
| 56           | Florian Stork (GER)        | 120.         |
| 57           | Kevin Vermaerke (USA)      | 87.          |

| Trek-Segafredo TFS | Trek-Segafredo TFS       | Trek-Segafredo TFS |
| ------------------ | ------------------------ | ------------------ |
| Nr                 | Kolarz                   | Miejsce            |
| 61                 | Bauke Mollema (NED)      | 29.                |
| 62                 | Julien Bernard (FRA)     | 50.                |
| 63                 | Gianluca Brambilla (ITA) | 64.                |
| 64                 | Dario Cataldo (ITA)      | 93.                |
| 65                 | Tony Gallopin (FRA)      | 91.                |
| 66                 | Mattias Skjelmose (DEN)  | 66.                |
| 67                 | Antwan Tolhoek (NED)     | 97.                |

| Bora-Hansgrohe BOH | Bora-Hansgrohe BOH           | Bora-Hansgrohe BOH |
| ------------------ | ---------------------------- | ------------------ |
| Nr                 | Kolarz                       | Miejsce            |
| 71                 | Aleksandr Własow (RUS)       | 14.                |
| 72                 | Giovanni Aleotti (ITA)       | 77.                |
| 73                 | Cesare Benedetti (POL)       | 78.                |
| 74                 | Sergio Higuita (COL) (szosa) | 5.                 |
| 75                 | Jai Hindley (AUS)            | DNS                |
| 76                 | Wilco Kelderman (NED)        | DNF                |
| 77                 | Ide Schelling (NED)          | DNF                |

| Bahrain Victorious TBV | Bahrain Victorious TBV      | Bahrain Victorious TBV |
| ---------------------- | --------------------------- | ---------------------- |
| Nr                     | Kolarz                      | Miejsce                |
| 81                     | Dylan Teuns (BEL)           | 6.                     |
| 82                     | Damiano Caruso (ITA)        | 41.                    |
| 83                     | Jack Haig (AUS)             | 11.                    |
| 84                     | Mikel Landa (ESP)           | 42.                    |
| 85                     | Matej Mohorič (SLO) (szosa) | 37.                    |
| 86                     | Wout Poels (NED)            | 39.                    |
| 87                     | Luis León Sánchez (ESP)     | 80.                    |

| Ineos Grenadiers IGD | Ineos Grenadiers IGD         | Ineos Grenadiers IGD |
| -------------------- | ---------------------------- | -------------------- |
| Nr                   | Kolarz                       | Miejsce              |
| 91                   | Daniel Felipe Martínez (COL) | 4.                   |
| 92                   | Laurens De Plus (BEL)        | 101.                 |
| 93                   | Omar Fraile (ESP) (szosa)    | DNF                  |
| 94                   | Michał Kwiatkowski (POL)     | 100.                 |
| 95                   | Thomas Pidcock (GBR)         | 103.                 |
| 96                   | Carlos Rodríguez (ESP)       | DNF                  |
| 97                   | Geraint Thomas (GBR)         | 43.                  |

| Astana Qazaqstan Team AST | Astana Qazaqstan Team AST  | Astana Qazaqstan Team AST |
| ------------------------- | -------------------------- | ------------------------- |
| Nr                        | Kolarz                     | Miejsce                   |
| 101                       | Vincenzo Nibali (ITA)      | 30.                       |
| 102                       | Stefan de Bod (RSA)        | 54.                       |
| 103                       | David de la Cruz (ESP)     | 98.                       |
| 104                       | Fabio Felline (ITA)        | DNF                       |
| 105                       | Alaksandr Rabuszenka (BLR) | DNF                       |
| 106                       | Simone Velasco (ITA)       | 92.                       |
| 107                       | Andriej Zejc (KAZ)         | 67.                       |

| Jumbo-Visma TJV | Jumbo-Visma TJV             | Jumbo-Visma TJV |
| --------------- | --------------------------- | --------------- |
| Nr              | Kolarz                      | Miejsce         |
| 111             | Wout van Aert (BEL) (szosa) | 3.              |
| 112             | Tiesj Benoot (BEL)          | DNS             |
| 113             | Sepp Kuss (USA)             | 55.             |
| 114             | Sam Oomen (NED)             | 32.             |
| 115             | Timo Roosen (NED) (szosa)   | DNF             |
| 116             | Jos van Emden (NED)         | DNF             |
| 117             | Jonas Vingegaard (DEN)      | DNF             |

| BikeExchange-Jayco BEX | BikeExchange-Jayco BEX        | BikeExchange-Jayco BEX |
| ---------------------- | ----------------------------- | ---------------------- |
| Nr                     | Kolarz                        | Miejsce                |
| 121                    | Michael Matthews (AUS)        | DNF                    |
| 122                    | Alexandre Balmer (SUI)        | DNF                    |
| 123                    | Jack Bauer (NZL)              | 117.                   |
| 124                    | Tsgabu Grmay (ETH)            | 119.                   |
| 125                    | Christopher Juul-Jensen (DEN) | DNF                    |
| 126                    | Jan Maas (NED)                | 82.                    |
| 127                    | Nick Schultz (AUS)            | 45.                    |

| Cofidis COF | Cofidis COF            | Cofidis COF |
| ----------- | ---------------------- | ----------- |
| Nr          | Kolarz                 | Miejsce     |
| 131         | Ion Izagirre (ESP)     | 27.         |
| 132         | Simon Geschke (GER)    | 35.         |
| 133         | Jesús Herrada (ESP)    | DNF         |
| 134         | Victor Lafay (FRA)     | DNF         |
| 135         | Guillaume Martin (FRA) | 33.         |
| 136         | Anthony Perez (FRA)    | 81.         |
| 137         | Rémy Rochas (FRA)      | 56.         |

| AG2R Citroën Team ACT | AG2R Citroën Team ACT        | AG2R Citroën Team ACT |
| --------------------- | ---------------------------- | --------------------- |
| Nr                    | Kolarz                       | Miejsce               |
| 141                   | Benoît Cosnefroy (FRA)       | 24.                   |
| 142                   | Mikaël Cherel (FRA)          | 62.                   |
| 143                   | Dorian Godon (FRA)           | DNF                   |
| 144                   | Bob Jungels (LUX)            | 58.                   |
| 145                   | Paul Lapeira (FRA)           | 72.                   |
| 146                   | Aurélien Paret-Peintre (FRA) | 40.                   |
| 147                   | Larry Warbasse (USA)         | DNF                   |

| Lotto-Soudal LTS | Lotto-Soudal LTS         | Lotto-Soudal LTS |
| ---------------- | ------------------------ | ---------------- |
| Nr               | Kolarz                   | Miejsce          |
| 151              | Philippe Gilbert (BEL)   | 46.              |
| 152              | Sébastien Grignard (BEL) | DNF              |
| 153              | Matthew Holmes (GBR)     | 68.              |
| 154              | Sylvain Moniquet (BEL)   | 31.              |
| 155              | Harm Vanhoucke (BEL)     | 75.              |
| 156              | Viktor Verschaeve (BEL)  | 79.              |
| 157              | Tim Wellens (BEL)        | 86.              |

| Arkéa-Samsic ARK | Arkéa-Samsic ARK        | Arkéa-Samsic ARK |
| ---------------- | ----------------------- | ---------------- |
| Nr               | Kolarz                  | Miejsce          |
| 161              | Warren Barguil (FRA)    | 15.              |
| 162              | Winner Anacona (COL)    | 71.              |
| 163              | Anthony Delaplace (FRA) | 51.              |
| 164              | Élie Gesbert (FRA)      | DNF              |
| 165              | Simon Guglielmi (FRA)   | 65.              |
| 166              | Matis Louvel (FRA)      | 106.             |
| 167              | Łukasz Owsian (POL)     | DNF              |

| EF Education-EasyPost EFE | EF Education-EasyPost EFE  | EF Education-EasyPost EFE |
| ------------------------- | -------------------------- | ------------------------- |
| Nr                        | Kolarz                     | Miejsce                   |
| 171                       | Ruben Guerreiro (POR)      | DNF                       |
| 172                       | Alberto Bettiol (ITA)      | 69.                       |
| 173                       | Simon Carr (GBR)           | DNF                       |
| 174                       | Odd Christian Eiking (NOR) | DNF                       |
| 175                       | Ben Healy (IRL)            | DNF                       |
| 176                       | Neilson Powless (USA)      | 8.                        |
| 177                       | Rigoberto Urán (COL)       | DNF                       |

| Uno-X Pro Cycling Team UXT | Uno-X Pro Cycling Team UXT       | Uno-X Pro Cycling Team UXT |
| -------------------------- | -------------------------------- | -------------------------- |
| Nr                         | Kolarz                           | Miejsce                    |
| 181                        | Tobias Halland Johannessen (NOR) | DNF                        |
| 182                        | Idar Andersen (NOR)              | DNF                        |
| 183                        | Fredrik Dversnes (NOR)           | 108.                       |
| 184                        | Anders Halland Johannessen (NOR) | 115.                       |
| 185                        | Jacob Hindsgaul Madsen (DEN)     | 109.                       |
| 186                        | Torjus Sleen (NOR)               | 113.                       |
| 187                        | Jonas Gregaard (DEN)             | 28.                        |

| Intermarché-Wanty-Gobert Matériaux IWG | Intermarché-Wanty-Gobert Matériaux IWG | Intermarché-Wanty-Gobert Matériaux IWG |
| -------------------------------------- | -------------------------------------- | -------------------------------------- |
| Nr                                     | Kolarz                                 | Miejsce                                |
| 191                                    | Domenico Pozzovivo (ITA)               | 26.                                    |
| 192                                    | Jan Bakelants (BEL)                    | 85.                                    |
| 193                                    | Quinten Hermans (BEL)                  | 2.                                     |
| 194                                    | Simone Petilli (ITA)                   | 94.                                    |
| 195                                    | Baptiste Planckaert (BEL)              | DNF                                    |
| 196                                    | Corné van Kessel (NED)                 | DNF                                    |
| 197                                    | Georg Zimmermann (GER)                 | DNF                                    |

| Alpecin-Fenix AFC | Alpecin-Fenix AFC       | Alpecin-Fenix AFC |
| ----------------- | ----------------------- | ----------------- |
| Nr                | Kolarz                  | Miejsce           |
| 201               | Xandro Meurisse (BEL)   | 19.               |
| 202               | Floris De Tier (BEL)    | 61.               |
| 203               | Jimmy Janssens (BEL)    | DNF               |
| 204               | Kristian Sbaragli (ITA) | 47.               |
| 205               | Robert Stannard (AUS)   | 17.               |
| 206               | Scott Thwaites (GBR)    | DNF               |
| 207               | Jay Vine (AUS)          | 84.               |

| TotalEnergies TEN | TotalEnergies TEN        | TotalEnergies TEN |
| ----------------- | ------------------------ | ----------------- |
| Nr                | Kolarz                   | Miejsce           |
| 211               | Alexis Vuillermoz (FRA)  | 21.               |
| 212               | Jérémy Cabot (FRA)       | DNF               |
| 213               | Fabien Doubey (FRA)      | 52.               |
| 214               | Valentin Ferron (FRA)    | 49.               |
| 215               | Fabien Grellier (FRA)    | DNF               |
| 216               | Paul Ourselin (FRA)      | 36.               |
| 217               | Cristián Rodríguez (ESP) | DNF               |

| Bingoal Pauwels Sauces WB BWB | Bingoal Pauwels Sauces WB BWB | Bingoal Pauwels Sauces WB BWB |
| ----------------------------- | ----------------------------- | ----------------------------- |
| Nr                            | Kolarz                        | Miejsce                       |
| 221                           | Johan Meens (BEL)             | DNF                           |
| 222                           | Rémy Mertz (BEL)              | 107.                          |
| 223                           | Kenny Molly (BEL)             | 96.                           |
| 224                           | Mathijs Paasschens (NED)      | 83.                           |
| 225                           | Tom Paquot (BEL)              | 89.                           |
| 226                           | Marco Tizza (ITA)             | 121.                          |
| 227                           | Luc Wirtgen (LUX)             | 48.                           |

| Sport Vlaanderen-Baloise SVB | Sport Vlaanderen-Baloise SVB | Sport Vlaanderen-Baloise SVB |
| ---------------------------- | ---------------------------- | ---------------------------- |
| Nr                           | Kolarz                       | Miejsce                      |
| 231                          | Jenno Berckmoes (BEL)        | 110.                         |
| 232                          | Ruben Apers (BEL)            | 90.                          |
| 233                          | Kamiel Bonneu (BEL)          | DNS                          |
| 234                          | Vito Braet (BEL)             | 111.                         |
| 235                          | Alex Colman (BEL)            | DNF                          |
| 236                          | Gilles De Wilde (BEL)        | DNF                          |
| 237                          | Julian Mertens (BEL)         | DNF                          |

| Equipo Kern Pharma EKP | Equipo Kern Pharma EKP   | Equipo Kern Pharma EKP |
| ---------------------- | ------------------------ | ---------------------- |
| Nr                     | Kolarz                   | Miejsce                |
| 241                    | Urko Berrade (ESP)       | DNF                    |
| 242                    | Francisco Galván (ESP)   | 116.                   |
| 243                    | Raúl García Pierna (ESP) | 105.                   |
| 244                    | Pau Miquel (ESP)         | 63.                    |
| 245                    | Ibon Ruiz (ESP)          | 102.                   |
| 246                    | Eugenio Sánchez (ESP)    | 88.                    |
| 247                    | Danny van der Tuuk (NED) | 114.                   |

| UAE Team Emirates UAD | UAE Team Emirates UAD      | UAE Team Emirates UAD |
| --------------------- | -------------------------- | --------------------- |
| Nr                    | Kolarz                     | Miejsce               |
| 1                     | Marc Hirschi (SUI)         | 9.                    |
| 2                     | George Bennett (NZL)       | DNF                   |
| 3                     | Vegard Stake Laengen (NOR) | 112.                  |
| 4                     | Brandon McNulty (USA)      | DNF                   |
| 5                     | Jan Polanc (SLO)           | 57.                   |
| 6                     | Marc Soler (ESP)           | 44.                   |
| 7                     | Diego Ulissi (ITA)         | 22.                   |

| Quick-Step Alpha Vinyl QST | Quick-Step Alpha Vinyl QST       | Quick-Step Alpha Vinyl QST |
| -------------------------- | -------------------------------- | -------------------------- |
| Nr                         | Kolarz                           | Miejsce                    |
| 11                         | Julian Alaphilippe (FRA) (szosa) | DNF                        |
| 12                         | Tim Declercq (BEL)               | DNF                        |
| 13                         | Remco Evenepoel (BEL)            | 1.                         |
| 14                         | Pieter Serry (BEL)               | 99.                        |
| 15                         | Mauri Vansevenant (BEL)          | 23.                        |
| 16                         | Ilan Van Wilder (BEL)            | DNF                        |
| 17                         | Louis Vervaeke (BEL)             | 76.                        |

| Groupama-FDJ GFC | Groupama-FDJ GFC            | Groupama-FDJ GFC |
| ---------------- | --------------------------- | ---------------- |
| Nr               | Kolarz                      | Miejsce          |
| 21               | Valentin Madouas (FRA)      | 34.              |
| 22               | Bruno Armirail (FRA)        | 16.              |
| 23               | Kevin Geniets (LUX) (szosa) | 59.              |
| 24               | Matthieu Ladagnous (FRA)    | 95.              |
| 25               | Rudy Molard (FRA)           | 18.              |
| 26               | Quentin Pacher (FRA)        | 20.              |
| 27               | Anthony Roux (FRA)          | 60.              |

| Movistar Team MOV | Movistar Team MOV        | Movistar Team MOV |
| ----------------- | ------------------------ | ----------------- |
| Nr                | Kolarz                   | Miejsce           |
| 31                | Alejandro Valverde (ESP) | 7.                |
| 32                | Gorka Izagirre (ESP)     | 70.               |
| 33                | Oier Lazkano (ESP)       | DNF               |
| 34                | Lluís Mas (ESP)          | DNF               |
| 35                | Enric Mas (ESP)          | 12.               |
| 36                | Gregor Mühlberger (AUT)  | 73.               |
| 37                | Carlos Verona (ESP)      | 38.               |

| Israel-Premier Tech IPT | Israel-Premier Tech IPT    | Israel-Premier Tech IPT |
| ----------------------- | -------------------------- | ----------------------- |
| Nr                      | Kolarz                     | Miejsce                 |
| 41                      | Jakob Fuglsang (DEN)       | 13.                     |
| 42                      | Alessandro De Marchi (ITA) | 74.                     |
| 43                      | Omer Goldstein (ISR)       | DNF                     |
| 44                      | Reto Hollenstein (SUI)     | DNF                     |
| 45                      | Hugo Houle (CAN)           | 53.                     |
| 46                      | Daryl Impey (RSA)          | DNF                     |
| 47                      | Michael Woods (CAN)        | 10.                     |

| Team DSM DSM | Team DSM DSM               | Team DSM DSM |
| ------------ | -------------------------- | ------------ |
| Nr           | Kolarz                     | Miejsce      |
| 51           | Romain Bardet (FRA)        | DNF          |
| 52           | Mark Donovan (GBR)         | 104.         |
| 53           | Leon Heinschke (GER)       | DNF          |
| 54           | Søren Kragh Andersen (DEN) | 25.          |
| 55           | Joris Nieuwenhuis (NED)    | 118.         |
| 56           | Florian Stork (GER)        | 120.         |
| 57           | Kevin Vermaerke (USA)      | 87.          |

| Trek-Segafredo TFS | Trek-Segafredo TFS       | Trek-Segafredo TFS |
| ------------------ | ------------------------ | ------------------ |
| Nr                 | Kolarz                   | Miejsce            |
| 61                 | Bauke Mollema (NED)      | 29.                |
| 62                 | Julien Bernard (FRA)     | 50.                |
| 63                 | Gianluca Brambilla (ITA) | 64.                |
| 64                 | Dario Cataldo (ITA)      | 93.                |
| 65                 | Tony Gallopin (FRA)      | 91.                |
| 66                 | Mattias Skjelmose (DEN)  | 66.                |
| 67                 | Antwan Tolhoek (NED)     | 97.                |

| Bora-Hansgrohe BOH | Bora-Hansgrohe BOH           | Bora-Hansgrohe BOH |
| ------------------ | ---------------------------- | ------------------ |
| Nr                 | Kolarz                       | Miejsce            |
| 71                 | Aleksandr Własow (RUS)       | 14.                |
| 72                 | Giovanni Aleotti (ITA)       | 77.                |
| 73                 | Cesare Benedetti (POL)       | 78.                |
| 74                 | Sergio Higuita (COL) (szosa) | 5.                 |
| 75                 | Jai Hindley (AUS)            | DNS                |
| 76                 | Wilco Kelderman (NED)        | DNF                |
| 77                 | Ide Schelling (NED)          | DNF                |

| Bahrain Victorious TBV | Bahrain Victorious TBV      | Bahrain Victorious TBV |
| ---------------------- | --------------------------- | ---------------------- |
| Nr                     | Kolarz                      | Miejsce                |
| 81                     | Dylan Teuns (BEL)           | 6.                     |
| 82                     | Damiano Caruso (ITA)        | 41.                    |
| 83                     | Jack Haig (AUS)             | 11.                    |
| 84                     | Mikel Landa (ESP)           | 42.                    |
| 85                     | Matej Mohorič (SLO) (szosa) | 37.                    |
| 86                     | Wout Poels (NED)            | 39.                    |
| 87                     | Luis León Sánchez (ESP)     | 80.                    |

| Ineos Grenadiers IGD | Ineos Grenadiers IGD         | Ineos Grenadiers IGD |
| -------------------- | ---------------------------- | -------------------- |
| Nr                   | Kolarz                       | Miejsce              |
| 91                   | Daniel Felipe Martínez (COL) | 4.                   |
| 92                   | Laurens De Plus (BEL)        | 101.                 |
| 93                   | Omar Fraile (ESP) (szosa)    | DNF                  |
| 94                   | Michał Kwiatkowski (POL)     | 100.                 |
| 95                   | Thomas Pidcock (GBR)         | 103.                 |
| 96                   | Carlos Rodríguez (ESP)       | DNF                  |
| 97                   | Geraint Thomas (GBR)         | 43.                  |

| Astana Qazaqstan Team AST | Astana Qazaqstan Team AST  | Astana Qazaqstan Team AST |
| ------------------------- | -------------------------- | ------------------------- |
| Nr                        | Kolarz                     | Miejsce                   |
| 101                       | Vincenzo Nibali (ITA)      | 30.                       |
| 102                       | Stefan de Bod (RSA)        | 54.                       |
| 103                       | David de la Cruz (ESP)     | 98.                       |
| 104                       | Fabio Felline (ITA)        | DNF                       |
| 105                       | Alaksandr Rabuszenka (BLR) | DNF                       |
| 106                       | Simone Velasco (ITA)       | 92.                       |
| 107                       | Andriej Zejc (KAZ)         | 67.                       |

| Jumbo-Visma TJV | Jumbo-Visma TJV             | Jumbo-Visma TJV |
| --------------- | --------------------------- | --------------- |
| Nr              | Kolarz                      | Miejsce         |
| 111             | Wout van Aert (BEL) (szosa) | 3.              |
| 112             | Tiesj Benoot (BEL)          | DNS             |
| 113             | Sepp Kuss (USA)             | 55.             |
| 114             | Sam Oomen (NED)             | 32.             |
| 115             | Timo Roosen (NED) (szosa)   | DNF             |
| 116             | Jos van Emden (NED)         | DNF             |
| 117             | Jonas Vingegaard (DEN)      | DNF             |

| BikeExchange-Jayco BEX | BikeExchange-Jayco BEX        | BikeExchange-Jayco BEX |
| ---------------------- | ----------------------------- | ---------------------- |
| Nr                     | Kolarz                        | Miejsce                |
| 121                    | Michael Matthews (AUS)        | DNF                    |
| 122                    | Alexandre Balmer (SUI)        | DNF                    |
| 123                    | Jack Bauer (NZL)              | 117.                   |
| 124                    | Tsgabu Grmay (ETH)            | 119.                   |
| 125                    | Christopher Juul-Jensen (DEN) | DNF                    |
| 126                    | Jan Maas (NED)                | 82.                    |
| 127                    | Nick Schultz (AUS)            | 45.                    |

| Cofidis COF | Cofidis COF            | Cofidis COF |
| ----------- | ---------------------- | ----------- |
| Nr          | Kolarz                 | Miejsce     |
| 131         | Ion Izagirre (ESP)     | 27.         |
| 132         | Simon Geschke (GER)    | 35.         |
| 133         | Jesús Herrada (ESP)    | DNF         |
| 134         | Victor Lafay (FRA)     | DNF         |
| 135         | Guillaume Martin (FRA) | 33.         |
| 136         | Anthony Perez (FRA)    | 81.         |
| 137         | Rémy Rochas (FRA)      | 56.         |

| AG2R Citroën Team ACT | AG2R Citroën Team ACT        | AG2R Citroën Team ACT |
| --------------------- | ---------------------------- | --------------------- |
| Nr                    | Kolarz                       | Miejsce               |
| 141                   | Benoît Cosnefroy (FRA)       | 24.                   |
| 142                   | Mikaël Cherel (FRA)          | 62.                   |
| 143                   | Dorian Godon (FRA)           | DNF                   |
| 144                   | Bob Jungels (LUX)            | 58.                   |
| 145                   | Paul Lapeira (FRA)           | 72.                   |
| 146                   | Aurélien Paret-Peintre (FRA) | 40.                   |
| 147                   | Larry Warbasse (USA)         | DNF                   |

| Lotto-Soudal LTS | Lotto-Soudal LTS         | Lotto-Soudal LTS |
| ---------------- | ------------------------ | ---------------- |
| Nr               | Kolarz                   | Miejsce          |
| 151              | Philippe Gilbert (BEL)   | 46.              |
| 152              | Sébastien Grignard (BEL) | DNF              |
| 153              | Matthew Holmes (GBR)     | 68.              |
| 154              | Sylvain Moniquet (BEL)   | 31.              |
| 155              | Harm Vanhoucke (BEL)     | 75.              |
| 156              | Viktor Verschaeve (BEL)  | 79.              |
| 157              | Tim Wellens (BEL)        | 86.              |

| Arkéa-Samsic ARK | Arkéa-Samsic ARK        | Arkéa-Samsic ARK |
| ---------------- | ----------------------- | ---------------- |
| Nr               | Kolarz                  | Miejsce          |
| 161              | Warren Barguil (FRA)    | 15.              |
| 162              | Winner Anacona (COL)    | 71.              |
| 163              | Anthony Delaplace (FRA) | 51.              |
| 164              | Élie Gesbert (FRA)      | DNF              |
| 165              | Simon Guglielmi (FRA)   | 65.              |
| 166              | Matis Louvel (FRA)      | 106.             |
| 167              | Łukasz Owsian (POL)     | DNF              |

| EF Education-EasyPost EFE | EF Education-EasyPost EFE  | EF Education-EasyPost EFE |
| ------------------------- | -------------------------- | ------------------------- |
| Nr                        | Kolarz                     | Miejsce                   |
| 171                       | Ruben Guerreiro (POR)      | DNF                       |
| 172                       | Alberto Bettiol (ITA)      | 69.                       |
| 173                       | Simon Carr (GBR)           | DNF                       |
| 174                       | Odd Christian Eiking (NOR) | DNF                       |
| 175                       | Ben Healy (IRL)            | DNF                       |
| 176                       | Neilson Powless (USA)      | 8.                        |
| 177                       | Rigoberto Urán (COL)       | DNF                       |

| Uno-X Pro Cycling Team UXT | Uno-X Pro Cycling Team UXT       | Uno-X Pro Cycling Team UXT |
| -------------------------- | -------------------------------- | -------------------------- |
| Nr                         | Kolarz                           | Miejsce                    |
| 181                        | Tobias Halland Johannessen (NOR) | DNF                        |
| 182                        | Idar Andersen (NOR)              | DNF                        |
| 183                        | Fredrik Dversnes (NOR)           | 108.                       |
| 184                        | Anders Halland Johannessen (NOR) | 115.                       |
| 185                        | Jacob Hindsgaul Madsen (DEN)     | 109.                       |
| 186                        | Torjus Sleen (NOR)               | 113.                       |
| 187                        | Jonas Gregaard (DEN)             | 28.                        |

| Intermarché-Wanty-Gobert Matériaux IWG | Intermarché-Wanty-Gobert Matériaux IWG | Intermarché-Wanty-Gobert Matériaux IWG |
| -------------------------------------- | -------------------------------------- | -------------------------------------- |
| Nr                                     | Kolarz                                 | Miejsce                                |
| 191                                    | Domenico Pozzovivo (ITA)               | 26.                                    |
| 192                                    | Jan Bakelants (BEL)                    | 85.                                    |
| 193                                    | Quinten Hermans (BEL)                  | 2.                                     |
| 194                                    | Simone Petilli (ITA)                   | 94.                                    |
| 195                                    | Baptiste Planckaert (BEL)              | DNF                                    |
| 196                                    | Corné van Kessel (NED)                 | DNF                                    |
| 197                                    | Georg Zimmermann (GER)                 | DNF                                    |

| Alpecin-Fenix AFC | Alpecin-Fenix AFC       | Alpecin-Fenix AFC |
| ----------------- | ----------------------- | ----------------- |
| Nr                | Kolarz                  | Miejsce           |
| 201               | Xandro Meurisse (BEL)   | 19.               |
| 202               | Floris De Tier (BEL)    | 61.               |
| 203               | Jimmy Janssens (BEL)    | DNF               |
| 204               | Kristian Sbaragli (ITA) | 47.               |
| 205               | Robert Stannard (AUS)   | 17.               |
| 206               | Scott Thwaites (GBR)    | DNF               |
| 207               | Jay Vine (AUS)          | 84.               |

| TotalEnergies TEN | TotalEnergies TEN        | TotalEnergies TEN |
| ----------------- | ------------------------ | ----------------- |
| Nr                | Kolarz                   | Miejsce           |
| 211               | Alexis Vuillermoz (FRA)  | 21.               |
| 212               | Jérémy Cabot (FRA)       | DNF               |
| 213               | Fabien Doubey (FRA)      | 52.               |
| 214               | Valentin Ferron (FRA)    | 49.               |
| 215               | Fabien Grellier (FRA)    | DNF               |
| 216               | Paul Ourselin (FRA)      | 36.               |
| 217               | Cristián Rodríguez (ESP) | DNF               |

| Bingoal Pauwels Sauces WB BWB | Bingoal Pauwels Sauces WB BWB | Bingoal Pauwels Sauces WB BWB |
| ----------------------------- | ----------------------------- | ----------------------------- |
| Nr                            | Kolarz                        | Miejsce                       |
| 221                           | Johan Meens (BEL)             | DNF                           |
| 222                           | Rémy Mertz (BEL)              | 107.                          |
| 223                           | Kenny Molly (BEL)             | 96.                           |
| 224                           | Mathijs Paasschens (NED)      | 83.                           |
| 225                           | Tom Paquot (BEL)              | 89.                           |
| 226                           | Marco Tizza (ITA)             | 121.                          |
| 227                           | Luc Wirtgen (LUX)             | 48.                           |

| Sport Vlaanderen-Baloise SVB | Sport Vlaanderen-Baloise SVB | Sport Vlaanderen-Baloise SVB |
| ---------------------------- | ---------------------------- | ---------------------------- |
| Nr                           | Kolarz                       | Miejsce                      |
| 231                          | Jenno Berckmoes (BEL)        | 110.                         |
| 232                          | Ruben Apers (BEL)            | 90.                          |
| 233                          | Kamiel Bonneu (BEL)          | DNS                          |
| 234                          | Vito Braet (BEL)             | 111.                         |
| 235                          | Alex Colman (BEL)            | DNF                          |
| 236                          | Gilles De Wilde (BEL)        | DNF                          |
| 237                          | Julian Mertens (BEL)         | DNF                          |

| Equipo Kern Pharma EKP | Equipo Kern Pharma EKP   | Equipo Kern Pharma EKP |
| ---------------------- | ------------------------ | ---------------------- |
| Nr                     | Kolarz                   | Miejsce                |
| 241                    | Urko Berrade (ESP)       | DNF                    |
| 242                    | Francisco Galván (ESP)   | 116.                   |
| 243                    | Raúl García Pierna (ESP) | 105.                   |
| 244                    | Pau Miquel (ESP)         | 63.                    |
| 245                    | Ibon Ruiz (ESP)          | 102.                   |
| 246                    | Eugenio Sánchez (ESP)    | 88.                    |
| 247                    | Danny van der Tuuk (NED) | 114.                   |

Legenda: DNF – nie ukończył, OTL – przekroczył limit czasu, DNS – nie wystartował, DSQ – zdyskwalifikowany.

## Klasyfikacja generalna
| \| Klasyfikacja generalna \| Klasyfikacja generalna \| Klasyfikacja generalna \| Klasyfikacja generalna \| Klasyfikacja generalna \| \| Kolarz \| Kolarz \| Państwo \| Drużyna \| Czas \| \| ---------------------- \| ---------------------- \| ---------------------- \| ---------------------------------- \| ---------------------- \| \| 1. \| Remco Evenepoel \| Belgia \| Quick-Step Alpha Vinyl \| 6h 12' 48" \| \| 2. \| Quinten Hermans \| Belgia \| Intermarché-Wanty-Gobert Matériaux \| + 48" \| \| 3. \| Wout van Aert \| Belgia \| Jumbo-Visma \| + 48" \| \| 4. \| Daniel Felipe Martínez \| Kolumbia \| Ineos Grenadiers \| + 48" \| \| 5. \| Sergio Higuita \| Kolumbia \| Bora-Hansgrohe \| + 48" \| \| 6. \| Dylan Teuns \| Belgia \| Bahrain Victorious \| + 48" \| \| 7. \| Alejandro Valverde \| Hiszpania \| Movistar Team \| + 48" \| \| 8. \| Neilson Powless \| Stany Zjednoczone \| EF Education-EasyPost \| + 48" \| \| 9. \| Marc Hirschi \| Szwajcaria \| UAE Team Emirates \| + 48" \| \| 10. \| Michael Woods \| Kanada \| Israel-Premier Tech \| + 48" \| \| 11. \| Jack Haig \| Australia \| Bahrain Victorious \| + 48" \| \| 12. \| Enric Mas \| Hiszpania \| Movistar Team \| + 48" \| \| 13. \| Jakob Fuglsang \| Dania \| Israel-Premier Tech \| + 52" \| \| 14. \| Aleksandr Własow \| Rosja \| Bora-Hansgrohe \| + 1' 36" \| \| 15. \| Warren Barguil \| Francja \| Arkéa-Samsic \| + 1' 36" \| \| 16. \| Bruno Armirail \| Francja \| Groupama-FDJ \| + 2' 30" \| \| 17. \| Robert Stannard \| Australia \| Alpecin-Fenix \| + 2' 30" \| \| 18. \| Rudy Molard \| Francja \| Groupama-FDJ \| + 2' 30" \| \| 19. \| Xandro Meurisse \| Belgia \| Alpecin-Fenix \| + 2' 30" \| \| 20. \| Quentin Pacher \| Francja \| Groupama-FDJ \| + 2' 30" \| |                        |                   |                                    |            |
| |                        |                   |                                    |            |
| Źródło: ProCyclingStats |                        |                   |                                    |            |
| Klasyfikacja generalna |                        |                   |                                    |            |
| Kolarz | Kolarz                 | Państwo           | Drużyna                            | Czas       |
| 1. | Remco Evenepoel        | Belgia            | Quick-Step Alpha Vinyl             | 6h 12' 48" |
| 2. | Quinten Hermans        | Belgia            | Intermarché-Wanty-Gobert Matériaux | + 48"      |
| 3. | Wout van Aert          | Belgia            | Jumbo-Visma                        | + 48"      |
| 4. | Daniel Felipe Martínez | Kolumbia          | Ineos Grenadiers                   | + 48"      |
| 5. | Sergio Higuita         | Kolumbia          | Bora-Hansgrohe                     | + 48"      |
| 6. | Dylan Teuns            | Belgia            | Bahrain Victorious                 | + 48"      |
| 7. | Alejandro Valverde     | Hiszpania         | Movistar Team                      | + 48"      |
| 8. | Neilson Powless        | Stany Zjednoczone | EF Education-EasyPost              | + 48"      |
| 9. | Marc Hirschi           | Szwajcaria        | UAE Team Emirates                  | + 48"      |
| 10. | Michael Woods          | Kanada            | Israel-Premier Tech                | + 48"      |
| 11. | Jack Haig              | Australia         | Bahrain Victorious                 | + 48"      |
| 12. | Enric Mas              | Hiszpania         | Movistar Team                      | + 48"      |
| 13. | Jakob Fuglsang         | Dania             | Israel-Premier Tech                | + 52"      |
| 14. | Aleksandr Własow       | Rosja             | Bora-Hansgrohe                     | + 1' 36"   |
| 15. | Warren Barguil         | Francja           | Arkéa-Samsic                       | + 1' 36"   |
| 16. | Bruno Armirail         | Francja           | Groupama-FDJ                       | + 2' 30"   |
| 17. | Robert Stannard        | Australia         | Alpecin-Fenix                      | + 2' 30"   |
| 18. | Rudy Molard            | Francja           | Groupama-FDJ                       | + 2' 30"   |
| 19. | Xandro Meurisse        | Belgia            | Alpecin-Fenix                      | + 2' 30"   |
| 20. | Quentin Pacher         | Francja           | Groupama-FDJ                       | + 2' 30"   |